# Mark van der Zijden
Mark Richard van der Zijden (Boskoop, 22 oktober 1973) nam als zwemmer deel aan twee Olympische Spelen: in 1996 (Atlanta) en in 2000 (Sydney). Bij dat laatste toernooi droeg hij bij aan de behaalde bronzen medaille op de 4x200 meter vrije slag door de ploeg in de series naar de finale te loodsen.
Van der Zijden, lid van zwemclub DWK uit Barneveld, combineerde zijn topsportloopbaan met een informaticastudie. Meer nog dan de vrije slag was de wisselslag zijn specialiteit, al ondervond hij daar geduchte concurrentie van de veelzijdige Marcel Wouda. Internationaal won de tienvoudig Nederlands kampioen medailles als lid van de nationale estafetteploeg op de 4x200 meter vrije slag: bij de Europese kampioenschappen van 1997 (Sevilla) en 2000 (Helsinki), en bij de wereldkampioenschappen van 1998 (Perth). Na een enigszins rommelig verlopen voorseizoen met tegenslag en fysieke ongemak zette Van der Zijden een jaar na de Olympische Spelen van Sydney een punt achter zijn topsportloopbaan.